# Schinopsis quebracho-colorado
Schinopsis quebracho-colorado là một loài thực vật có hoa trong họ Đào lộn hột. Loài này được (Schltdl.) F.A. Barkley & T. Mey. miêu tả khoa học đầu tiên năm 1950.